# Адоніран Барбоза
Жуан Рубінату (порт. João Rubinato; 6 серпня 1910, Валіньюс — 23 листопада 1982, Сан-Паулу), більше відомий під псевдонімом Адоніран Барбоза (Adoniran Barbosa) — знаменитий бразильський виконавець та співак в стилі самба.

## Біографія
Жуан Рубінату був сьомою дитиною Емми і Фердинанда Рубінато, італійських іммігрантів з Каварцере (провінція Венето), що осіли в містечку Валіньюс, штат Сан-Паулу. Жуан почав працювати дуже рано, що навіть вимагало фальсифікації свідоцтва про народження. Спочатку він працював загальним помічником в залізничній компанії в сусідньому місті Жундіаї, а в 1924 році (у віці 12 років) переїхав до міста Санту-Андре, передмістя Сан-Паулу, де працював оператором прядильного верстату, маляром, сантехніком, робітником сталеливарні, торговцем та офіціантом. Також майбутній співак свого часу здобув спеціальну освіту помічника механіка.
У 1933 році Жуан переїхав до самого Сан-Паулу, де почав писати пісні та пробувати себе на радіостанції Крузейру-ду-Сул в шоу пошуків талантів Жоржі Амарала. Після кількох невдалих спроб він досяг успіху з піснею-самба Ноеля Рози Filosofia та отримав контракт на щотижневу 15-хвилинну програму на радіо. Тоді ж, побоюючись, що співак самби з італійським прізвищем не буде розглядатися серйозно, Жуан вибрав псевдонім, що складався з незвичайного імені одного з його друзів «Адоніран» та «Барбоза» від імені його кумира композитора самби Луїза Барбози. В 1935 році він виграв конкурс карнавальної пісні, проведений містом Сан-Паулу, з піснею Dona Boa. Того ж року він одружився зі своєю давньою подругою Ольгою, але невдовзі шлюб розпався.
У 1941 році він почав виступати в гумористичних та театральних радіопрограмах на «Rádio Record» — що пізніше стала одною з найпопулярніших радіостанцій в Бразилії, де працював до 1972 року. Також він знявся у фільмах «Pif-Paf» (1945) і «Caídos do Céu» («Впавші з небес», 1946), обидва режисера Адемара Гонзаги, а потім «O Cangaceiro» (1953) режисера Ліми Баррету. Також він грав в багатьох теленовелах, таких як «A Pensão de D. Isaura», і комедійних програмах, таких як «Ceará contra 007» («Сеара проти 007») і «Papai Sabe Nada» («Тато нічого не знає»).
У 1949 році одружився з Матільдою ді Лютіїс, яка залишалася його дружиною та співавтором до кінця життя.
На початку 1950-их він написав багато пісень на характерні для Сан-Паулу теми, більшість з яких були записані гуртом Demônios da Garoa, та ще двічі здобував перемогу конкурс карнавальних пісень. В 1955 році він створив дуже популярного персонажа Шарутіньйо (Charutinho — «коротка сігара») в гумористичній радіопередачі «Histórias das Malocas» («Історії нетрів»).
Незважаючи на успіх своїх пісень та радіопередач, Адоніран Барбоза став зіркою лише в 1973 році із виходом його першого альбому. Ця подія прославила його як композитора та створила добру рекламу. Проте збагачення мало цікавило музиканта, він жив простим життям. Хоча музична творчість залишалася популярною і після смерті музиканта, сама постать Адонірана Барбози була невдовзі забута.
Він завжди любив своє місто та сумував, що Сан-Паулу втратив свою самобутність. Йому належить вислів: «До 1960-тих років Сан-Паулу ще існував, але я шукав його після цього, і не зміг знайти. Браз, де Браз зараз? І Бешіга, де вона? Мені сказали пошукати Се, я не зміг знайти і його. Все що я бачу — автомобілі та бетон».

## Особливості творів
Головною темою Адонірана Барбози були проблеми бідних шарів населення Сан-Паулу, зокрема бідних італійських іммігрантів, що мешкали в районах Браз і Бешіга (зараз Бела-Віста), так саме як і мешканців фавел (нетрів) міста. Багато тем його творів бралися з життя низькооплачуваних працівників, безробітних та бродяг. Його першим великим хітом була пісня «Saudosa Maloca» («Спогади про нетрі», 1951), в якій три бездомних друга з ностальгією розповідають про свою колишню хатинку, зруйновану землевласником для звільнення місця для будівництва. Його наступний успіх, «Joga a Chave» («Кинь мені ключ», 1952) була навіяна власним досвідом пізно прибувати додому та знаходити двері зачиненими його дружиною, Матільдою. В пісні «Trem das Onze» («Поїзд о 11:00», 1964), визнаній одній з найкращих пісень в стилі самба, протагоніст пояснює своїй подрузі, що він не може залишатися з нею, бо повинен сісти на останній поїзд до передмістя Жасанан, бо його мати не буде спати, якщо він не повернеться.
Дуже характерною є мова творів Адонірана Барбози. На відміну від співаків самби попередніх часів, що завжди використовували формальну португальську мову людей з вищою освітою, тексти пісень Адонірана написані реалістичною мовою бідніших класів суспільства Сан-Паулу. Він казав «Я писав самбу лише для простих людей. Саме цьому я писав пісні невірною португальською, бо саме цією мовою розмовляють прості люди. Крім того, я відчуваю, що така мова покращує самбу». Прикладом такої мови є розповідь бездомного в «Saudosa Maloca», про день руйнування його хатинки землевласником:
|  | Peguemo tod'as nossas coisa,     |  | «Ми взяли всі наші речі      |
|  | E fumo pro meio da rua           |  | Та вийшли на вулицю          |
|  | Apreciá a demolição.             |  | Спостерігати за руйнуванням. |
|  | Ai, que tristeza que nós sentia, |  | Ах, який жаль ми відчували,  |
|  | Cada tauba que caía              |  | Кожна дошка, коли падала     |
|  | Duía no coração…                 |  | Ранила нас у серце…»         |

Слова peguemo замість pegamos, fumo замість fomos, nós sentia замість nós sentíamos і tauba замість tábua — всі є прикладами мови паулістів — мешканців штату Сан-Паулу. Проте, через упередженість у суспільстві щодо такої мови, жоден автор до Барбози не використовував її на письмі. Навіть тексти пісень бідних мешканців фавел були написані «класичною» португальською мовою, з «вірною» вимовою та граматикою. Таким чином використання Адоніраном «справжньої» бразильської португальської мови революціонувало країну. Його дуже часто критикували за це, але він не був проти та наполягав на використанні «помилкової» мови в мистецтві. Багато в чому успіх його пісень засновувався на теплоті та життєвості такої мови.
Відомим прикладом мови Барбози є «Samba Italiano» («Італійська самба» 1965 року), написана піджином італійських іммігрантів Сан-Паулу. Ця пісня має бразильський ритм і тему, але переважно італійські слова:
| Оригінал Gioconda, piccina mia, Vai brincar ali no mare í no fundo, Mas atencione co os tubarone, ouviste Capito, meu San Benedito? Piove, piove, Fa tempo que piove qua, Gigi, E io, sempre io, Sotto la tua finestra E vuoi senza mi sentire Ridere, ridere, ridere Di questo infelice qui Ti ricordi, Gioconda, Di quella sera in Guarujá Quando il mare ti portava via E mi chiamasti Aiuto, Marcello! La tua Gioconda ha paura di quest'onda |  | Переклад Джокондо, моя маленька, Йди грати туди, у морі та на дні Але дивись за акулами, ти чуєш Розумієш, мій Святий Бенедикте? Їде дощ, їде дощ Їде дощ протягом тривалого часу, Джіджі, Та я, я завжди Під твоїм вікном А ти, не чуючи мене Смієшся, смієшся та смієшся Про нещасного тут Ти пам'ятаєш, Джокондо, Той вечір в Гуаруджі Де море забрало тебе Та ти закричала мені: Допоможи, Марчелло! Твоя Джоконда боїться цих хвиль |

За стилем його музика належить до samba paulista — «самба Сан-Паулу», яку зневажали самбісти з Ріо-де-Жанейро. Характерною рисою цього стилю є samba de breque (переривчаста самба), де музика раптом зупиняється, даючи можливість сказати кілька слів. Наприклад, його пісня «Samba do Arnesto» (1953) починається:
O Arnesto nus convidou prum samba, ele mora no Brás.
«Арнесту запросив нас на самбу, він мешкає в Бразі.»
Мелодія раптом розривається на фразі ele mora no Brás, фактично виносячи її за скобки.

## Композиції
Malvina, 1951
Saudosa maloca, 1951
Joga a chave, з Освалду Моліз, 1952
Samba do Arnesto, 1953
Pra que chorar, з Матільдою ді Луліїз
A garoa vem descendo, з Матільдою ді Луліїз
As mariposas, 1955
Iracema, 1956
Apaga o fogo Mané, 1956
Bom-dia tristeza, 1958
Abrigo de vagabundo, 1959
No morro da Casa Verde, 1959
Prova de carinho, 1960
Tiro ao Álvaro, з Освалду Моліз, 1960
Luz da light, 1964
Trem das Onze, 1964
Agüenta a mão, 1965
Samba Italiano, 1965
Tocar na banda, 1965
Pafunça, з Освалду Моліз 1965
O casamento do Moacir, 1967
Mulher, patrão e cachaça, 1968
Vila Esperança, 1968
Despejo na favela, 1969
Fica mais um pouco, amor, 1975
Acende o candieiro, 1972
Uma Simples Margarida (Samba do Metrô)
Já Fui uma Brasa
Rua dos Gusmões
Також Адоніран залишив близько 90 неопублікованих пісень, на які пізніше писали музику різноманітні інші композитори.